# Zbirka relikvija u Vodnjanu
Zbirka relikvija u Vodnjanu kao i Vodnjanske mumije svetaca nalaze se u crkvi Sv. Blaža u Vodnjanu u Hrvatskoj.
Crkva sv. Blaža građena je od 1760. do 1800. godine i najveća je crkva u širokoj okolici. Visina crkvenog tornja iznosi 60 metara. 

## Zbirka
Vodnjan je poznat u svijetu po zbirci relikvija. U zbirci se nalaze ukupno 370 relikvija od 250 kršćanskih svetaca. Među njima se nalaze i neraspadnuta tijela što predstavlja znanstveni fenomen ili čudo.
Ovo jedinstveno blago relikvija nalazi se u prostorijama bivše sakristije. To je najveća zbirka u Hrvatskoj i jedna od najvećih u Europi. Svake godine tisuće posjetitelja posjećuju i hodočaste na ovo mjesto.
Zbirka sadrži 730 djela sakralnih predmeta iz vremena od 4. do 11. stoljeća. Crkva ima deset oltara, 24 slika i 18 skulptura.

## Glavne relikvije
Tijela:
- svetoga Leona Bembe (živio u 12. stoljeću u Veneciji),
- svetoga Ivana Olinija (živio u 14. stoljeću u Veneciji)
- svete Nikolose Burse (živjela u 15. stoljeću u Kopru).

tamo se nalaze i mumificirani dijelovi tijela
- svete Barbare živjela u 5. stoljeću) te
- svetog Sebastijana (živio u 3. stoljeću)

Zbirka relikvija sadrži relikvije iz razdoblja od petnaest stoljeća, iz cijelog područja nekadašnjeg Rimskog Carstva.

## Tajna mumija
Tijela nisu balzamirana niti ikada bila hermetički zatvorena. Znastvenici još ne mogu objasniti, što je spriječilo raspadanje. Pored tijela sačuvana je i odjeća u kojoj su sveci pokopani. Mumije se nalaze u staklenim lijesovima.
Širom svijeta, postoji vrlo malo mumija, koje su stoljećima ostale netaknute bez korištenja posebnih kemijskih tvari.

## Podrijetlo zbirke
Da bi zaštitio zbirku od uništenja tijekom invazije postrojba Napoleona Bonapartea, Gaetano Gresler je sklonio zbirku iz mjesta pokraj Venecije u Vodnjan godine 1817.

## Vanjske poveznice
- Fotografije  Arhivirana inačica izvorne stranice od 27. rujna 2007. (Wayback Machine) (PDF-datoteka; 232 kB)
- Članak u javno.com  Arhivirana inačica izvorne stranice od 27. srpnja 2009. (Wayback Machine)
- National Geographic